# قیفک گوگن
قیفک گوگن (نام علمی: Conus gauguini) نام یک گونه از سرده قیفک‌ها است.